# Quan Hongchan
Quan Hongchan (em chinês:  全红婵; Zhanjiang, 28 de março de 2007) é uma saltadora chinesa, campeã olímpica.

## Carreira
Hongchan conquistou a medalha de ouro nos Jogos Olímpicos de Verão de 2020 em Tóquio na prova de plataforma 10 m individual feminino após somar 466,20 pontos nos cinco saltos da final.
Em 27 de junho de 2022, obteve a prata na plataforma dez metros do Campeonato Mundial em Budapeste. Dois dias depois, ao lado de Bai Yuming, venceu a prova por equipes no mesmo evento com pontuação de 382. Ainda em Budapeste, foi campeã da plataforma dez metros sincronizado junto com Chen Yuxi.
Em 16 de julho de 2023, as duas saltadoras ficaram novamente no topo do pódio da plataforma dez metros sincronizado no Mundial em Fukuoka.